# Diolinoir
Diolinoir ist eine relativ junge Rotweinsorte. Es handelt sich um eine Neuzüchtung aus dem Jahr 1970 von André Jaquinet von der Station Federale de Recherches en Production Vegetale de Changins (der Eidgenössischen Forschungsanstalt für Pflanzenbau (Agroscope RAC Changins) in Pully). Entwickelt wurde sie durch Befruchtung von Rouge de Diolly (auch Robin Noir genannt) mit Pollen von Pinot Noir; es wird daher auch oft das Synonym „Diolly Noir“ verwendet.
Die Rouge de Diolly-Traube wurde 1940 aus den Beständen von Henry Wuilloud in Diolly sur Sion in den Bestand der stations fédérales aufgenommen.
Die Aufnahme des Diolinoir in den Bestand geschah, um den Weinbauern einen Rebstock zu bieten, der unter Schweizer Breitengraden ausreift und gleichzeitig eine konzentrierte Struktur aufweist, mit Tanninen und einer guten Farbintensität.  Im Jahr 2016 waren insgesamt 122 Hektar mit Diolinoir bestockt.
Diolinoir ist sehr fäulnisresistent. Mittelreif und sehr fruchtbar, bedarf diese Traube eines perfekten Reifeprozesses um sämtliche Geschmacks- und Geruchskomponenten zur Vollendung zu bringen. Aus diesem Grunde ist es nicht empfehlenswert, ihn zu weit oben in den Weinbergen anzupflanzen, denn das im Idealfall anzustrebende Mostgewicht liegt bei über 90 Grad Oechsle. Gelesen wird er später als der Pinot Noir, zwischen dem Gamay und dem Merlot. Die Trauben sind mittelgroß und länglich, ziemlich dicht mit einem kurzen Stiel. Die blauschwarzen Beeren haben einen farblosen Saft und ein saftiges Fruchtfleisch.
Diolinoir findet im Wesentlichen in Verschnitten Verwendung.